# Rinyaújnép
Rinyaújnép is een plaats (község) en gemeente in het Hongaarse comitaat Somogy. Rinyaújnép telt 58 inwoners (2001).